# Helianthemum golondrinum
Helianthemum golondrinum är en solvändeväxtart som beskrevs av José Cuatrecasas. Helianthemum golondrinum ingår i släktet solvändor, och familjen solvändeväxter. Inga underarter finns listade i Catalogue of Life.